# Myoscolex ateles
Myoscolex ateles är en ringmaskart som beskrevs av Glaessner 1979. Myoscolex ateles ingår i släktet Myoscolex, klassen havsborstmaskar, fylumet ringmaskar och riket djur. Inga underarter finns listade i Catalogue of Life.